# Championnat de Belgique de football de deuxième division 1948-1949
Navigation
saison précédente saison suivante
Le Championnat de Belgique de football de Division 1 1948-1949 est la 32e édition du championnat de deuxième niveau national du football en Belgique. Il conserve son format de deux séries de 16 clubs, dont les champions sont promus en Division d'Honneur, et les deux derniers de chaque série relégués en Promotion.
Les deux derniers de la saison précédente en Division d'Honneur, Uccle Sport et le Lierse, sont relégués et prennent part au championnat de Division 1. De même, les quatre champions de Promotion la saison passée, la RUS Tournai, le RCS Verviers, l'US du Centre et Saint-Trond, sont promus en Division 1 cette année.
Dans la Série A, le titre est âprement disputé par trois équipes, le Stade Louvaniste, Beringen et le White Star, qui terminent la saison dans cet ordre, avec un point d'écart entre chaque équipe. Le club de Louvain remporte son premier titre à ce niveau, et accède pour la première fois au plus haut niveau national. Le suspense dure également jusqu'au bout en bas de classement, où quatre équipes sont menacées de relégation. Finalement, le Stade Waremmien termine dernier, et est accompagné en Promotion par le RCS La Forestoise, qui finit à égalité de points avec l'Union Royale Namur, mais avec deux défaites concédées en plus, critère déterminant pour départager deux équipes à l'époque. Le matricule 51 quitte définitivement le 2e niveau national où il a totalisé 19 saisons de présence.
Dans l'autre série, on assiste à un cavalier seul du RFC Brugeois, qui clôt sa saison avec une marge de onze points sur son dauphin, le Lierse, et retrouve la Division d'Honneur deux ans après l'avoir quittée. À l'autre bout du classement, il n'y a pas beaucoup de suspense non plus, le Racing de Tournai et le SK Roulers occupent les deux dernières places tout au long de la saison, et accusent un retard de respectivement onze et huit points sur la quatorzième place.

## Clubs participants 1948-1949
Trente-deux clubs prennent part à cette édition, soit le même nombre que lors de la saison précédente.
Les matricules renseignés en gras existent encore lors de la saison « 2012-2013 ».

### Série A
| #  | Nom                                        | Mat. | Ville        | Stades                   | En D2 depuis    | Total en D2 | S. précédente          |
| -- | ------------------------------------------ | ---- | ------------ | ------------------------ | --------------- | ----------- | ---------------------- |
| 1  | Royal Uccle Sport                          | 15   | Uccle        | chaussée de Neerstalle   | 1948-1949 (1re) | 27 saisons  | Division d'Honneur 15e |
| 2  | Daring Club de Bruxelles Société Royale    | 2    | Molenbeek    | stade E. Machtens        | 1941-1942 (7e)  | 7 saisons   | 7e Série B             |
| 3  | Royal Football Club Sérésien               | 17   | Seraing      | stade du Pairay          | 1931-1932 (15e) | 17 saisons  | 10e Série B            |
| 4  | Royal Stade Louvaniste                     | 18   | Louvain      | Leuvense Sportcentrum    | 1936-1937 (10e) | 24 saisons  | 11e Série A            |
| 5  | Royal Football Club Bressoux               | 23   | Bressoux     | ??                       | 1947-1948 (2e)  | 12 saisons  | 6e Série B             |
| 6  | Royal Excelsior Football Club Hasselt      | 37   | Hasselt      | Stedelijkestadion        | 1938-1939 (8e)  | 18 saisons  | 8e Série B             |
| 7  | Royal White Star Athletic Club             | 47   | Woluwe-St-L. | rue Kelle                | 1947-1948 (2e)  | 12 saisons  | 2e Série B             |
| 8  | Royal Cercle Sportif La Forestoise         | 51   | Forest       | stade communal           | 1947-1948 (2e)  | 19 saisons  | 13e Série B            |
| 9  | Koninklike Tongerse Sportvereniging Cercle | 54   | Tongres      | ??                       | 1942-1943 (6e)  | 9 saisons   | 7e Série B             |
| 10 | Racing Club Tirlemont                      | 132  | Tirlemont    | ??                       | 1938-1939 (8e)  | 14 saisons  | 9e Série A             |
| 11 | Union Royale Namur                         | 156  | Namur        | stade des Champs-Élysées | 1945-1946 (4e)  | 4 saisons   | 7e Série A             |
| 12 | Stade Waremmien Football Club              | 190  | Waremme      | ??                       | 1946-1947 (3e)  | 8 saisons   | 11e Série B            |
| 13 | Football Club Winterslag                   | 322  | Winsterslag  | Noordlaanstadion         | 1947-1948 (2e)  | 2 saisons   | 14e Série B            |
| 14 | Beeringen Football Club                    | 522  | Beringen     | Mijnstadion              | 1945-1946 (4e)  | 4 saisons   | 3e Série B             |
| 15 | Royal Club sportif Verviétois              | 8    | Verviers     | stade de Bielmont        | 1948-1949 (1re) | 14 saisons  | 1er Promotion B        |
| 16 | Sint-Truidense Voetbalvereniging           | 373  | Saint-Trond  | Stayenveld               | 1948-1949 (1re) | 1 saison    | 1er Promotion D        |

### Localisations Série A
| \| Bruxelles · Daring CB SR · R. Uccle Sport · R. White Star AC · R. CS La Forestoise Louvain Bruxelles Tirlemont Beringen Winterslag Exc. FC Hasselt St-Trond Tongres Bressoux Seraing Waremme Verviers UR Namur \| Localisation des clubs engagés en Division 1A 1948-1949 |
| Bruxelles · Daring CB SR · R. Uccle Sport · R. White Star AC · R. CS La Forestoise Louvain Bruxelles Tirlemont Beringen Winterslag Exc. FC Hasselt St-Trond Tongres Bressoux Seraing Waremme Verviers UR Namur                                                               |

#### Localisation des clubs bruxellois
Les 4 cercles bruxellois sont :
(5) Daring CB SR
(8) R. CS La Forestoise
(9) R. Uccle Sport
(14) R. White Star AC

### Série B
| #  | Nom                                   | Mat. | Ville           | Stades              | En D2 depuis    | Total en D2 | S. précédente          |
| -- | ------------------------------------- | ---- | --------------- | ------------------- | --------------- | ----------- | ---------------------- |
| 1  | Koninklijke Lierse Sportkring         | 30   | Lierre          | Het Lisp            | 1948-1949 (1re) | 7 saisons   | Division d'Honneur 16e |
| 2  | Royal Football Club Brugeois          | 3    | Bruges          | De Klokke           | 1947-1948 (2e)  | 9 saisons   | 4e Série A             |
| 3  | Royal Cercle Sportif Brugeois         | 12   | Bruges          | stade E. De Smedt   | 1946-1947 (3e)  | 5 saisons   | 5e Série A             |
| 4  | Royal Courtrai Sports                 | 19   | Courtrai        | Guldensporenstadion | 1943-1944 (5e)  | 14 saisons  | 6e Série A             |
| 5  | Royal Racing Club Tournaisien         | 36   | Tournai         | Drève de Maire      | 1941-1942 (7e)  | 7 saisons   | 13e Série A            |
| 6  | Royal Football Club Renaisien         | 46   | Renaix          | Parc Lagache        | 1931-1932 (15e) | 15 saisons  | 12e Série A            |
| 7  | Royal Gosselies Sports                | 69   | Gosselies       | ??                  | 1947-1948 (2e)  | 2 saisons   | 10e Série A            |
| 8  | Sportclub Eendracht Aalst             | 90   | Alost           | Bredestraat         | 1947-1948 (2e)  | 5 saisons   | 3e Série A             |
| 9  | Football Club Herentals               | 97   | Herentals       | ??                  | 1941-1942 (7e)  | 7 saisons   | 9e Série B             |
| 10 | Sportkring Roulers                    | 134  | Roulers         | Schierveld          | 1947-1948 (2e)  | 5 saisons   | 8e Série A             |
| 11 | Football Club Turnhout                | 148  | Turnhout        | Villapark           | 1937-1938 (9e)  | 19 saisons  | 4e Série B             |
| 12 | Koninklijke Football Club Vigor Hamme | 211  | Hamme           | ??                  | 1942-1943 (6e)  | 6 saisons   | 14e Série A            |
| 13 | Sint-Niklaasse Sportkring             | 221  | St-Nicolas/Waas | ??                  | 1947-1948 (2e)  | 4 saisons   | 2e Série A             |
| 14 | Football Club Verbroedering Geel      | 395  | Geel            | ??                  | 1942-1943 (6e)  | 6 saisons   | 12e Série B            |
| 15 | Royal Union Sportive Tournaisienne    | 26   | Tournai         | stade G. Horlait    | 1948-1949 (1re) | 7 saisons   | 1er Promotion A        |
| 16 | Union Sportive de Centre              | 213  | Haine-St-P.     | ??                  | 1948-1949 (1re) | 9 saisons   | 1er Promotion C        |

### Localisations Série B
| \| FC Brugeois CS Brugeois Courtrai Roulers Lierse FC Turnhout FC Herentals Geel Hamme E. Aalst St-Nicolas RC Tournai US Tournai FC Renaix Centre Gosselies \| Localisation des clubs engagés en Division 1B 1948-1949 |
| FC Brugeois CS Brugeois Courtrai Roulers Lierse FC Turnhout FC Herentals Geel Hamme E. Aalst St-Nicolas RC Tournai US Tournai FC Renaix Centre Gosselies                                                               |

## Classements
- Le nom des clubs est celui employé à l'époque

Légende
- Champion et promu en Division d'Honneur la saison suivante
- Relégation en Promotion (D3) la saison suivante

Abréviations
 : Relégué de Division d'Honneur 1947-1948

 : Promus de Promotion (D3) 1947-1948

### Division 1 A
| Rang | Équipe                  | Pts | J  | G  | N  | P  | Bp | Bc | Diff |
| ---- | ----------------------- | --- | -- | -- | -- | -- | -- | -- | ---- |
| 1    | R. STADE LOUVANISTE     | 43  | 30 | 18 | 7  | 5  | 65 | 27 | +38  |
| 2    | Beringen FC             | 42  | 30 | 17 | 8  | 5  | 77 | 30 | +47  |
| 3    | R. White Star AC        | 41  | 30 | 18 | 5  | 7  | 67 | 31 | +36  |
| 4    | R. FC Bressoux          | 35  | 30 | 13 | 9  | 8  | 57 | 44 | +13  |
| 5    | R. Uccle Sport          | 32  | 30 | 12 | 8  | 10 | 47 | 45 | +2   |
| 6    | R. FC Sérésien          | 31  | 30 | 11 | 9  | 10 | 48 | 36 | +12  |
| 7    | RC Tirlemont            | 31  | 30 | 11 | 9  | 10 | 59 | 59 | 0    |
| 8    | Daring CB SR            | 29  | 30 | 10 | 9  | 11 | 46 | 47 | -1   |
| 9    | K. Tongerse SV Cercle   | 29  | 30 | 11 | 7  | 12 | 62 | 60 | +2   |
| 10   | R. CS Verviétois        | 29  | 30 | 11 | 7  | 12 | 54 | 58 | -4   |
| 11   | St-Truidense VV         | 28  | 30 | 11 | 6  | 13 | 54 | 69 | -15  |
| 12   | R. Excelsior FC Hasselt | 27  | 30 | 9  | 9  | 12 | 48 | 57 | -9   |
| 13   | FC Winterslag           | 22  | 30 | 7  | 8  | 15 | 39 | 82 | -43  |
| 14   | UR Namur                | 21  | 30 | 5  | 11 | 14 | 47 | 62 | -15  |
| 15   | R. CS La Forestoise     | 21  | 30 | 7  | 7  | 16 | 48 | 73 | -25  |
| 16   | Stade Waremmien FC      | 19  | 30 | 7  | 5  | 18 | 41 | 79 | -38  |

### Division 1 B
| Rang | Équipe                | Pts | J  | G  | N  | P  | Bp | Bc | Diff |
| ---- | --------------------- | --- | -- | -- | -- | -- | -- | -- | ---- |
| 1    | R. FC Brugeois        | 49  | 30 | 22 | 5  | 3  | 78 | 22 | +56  |
| 2    | Lierse SK             | 38  | 30 | 15 | 8  | 7  | 81 | 49 | +32  |
| 3    | FC Turnhout           | 37  | 30 | 15 | 7  | 8  | 59 | 29 | +30  |
| 4    | Sint-Niklaasse SK     | 36  | 30 | 16 | 4  | 10 | 96 | 54 | +42  |
| 5    | SC Eendracht Aalst    | 36  | 30 | 16 | 4  | 10 | 42 | 37 | +5   |
| 6    | R. Courtrai Sport     | 34  | 30 | 14 | 6  | 10 | 40 | 43 | -3   |
| 7    | FC Herentals          | 33  | 30 | 13 | 7  | 10 | 50 | 44 | +6   |
| 8    | R. FC Renaisien       | 31  | 30 | 13 | 5  | 12 | 57 | 52 | +5   |
| 9    | R. US Tournaisienne   | 29  | 30 | 10 | 9  | 11 | 54 | 56 | -2   |
| 10   | US du Centre          | 28  | 30 | 9  | 10 | 11 | 48 | 66 | -18  |
| 11   | R. CS Brugeois        | 28  | 30 | 12 | 4  | 14 | 52 | 64 | -12  |
| 12   | FC Verbroedering Geel | 27  | 30 | 10 | 7  | 13 | 57 | 59 | -2   |
| 13   | K. FC Vigor Hamme     | 24  | 30 | 10 | 4  | 16 | 33 | 49 | -16  |
| 14   | R. Gosselies Sports   | 23  | 30 | 8  | 7  | 15 | 47 | 62 | -15  |
| 15   | SK Roulers            | 15  | 30 | 6  | 3  | 21 | 37 | 76 | -39  |
| 16   | R. RC Tournaisien     | 12  | 30 | 3  | 6  | 21 | 27 | 96 | -69  |

### Meilleurs buteurs
- Série A :  Armand Toen (R. Stade Louvaniste), 27 buts
- Série B :  Marcel Pertry (RCS Brugeois), 27 buts

## Récapitulatif de la saison
- Champions : 
  - Série A : R. Stade Louvaniste (1er titre de D2)
  - Série B : R. FC Brugeois (4e titre de D2)
- Treizième titre de D2 pour la Province de Brabant
- Cinquième titre de D2 pour la Province de Flandre-Occidentale

| Région flamande (17)            | Région flamande (17) | Province de Brabant (6)      | Province de Brabant (6) | Région wallonne (9)    | Région wallonne (9) |
| ------------------------------- | -------------------- | ---------------------------- | ----------------------- | ---------------------- | ------------------- |
| Province d'Anvers               | 4                    | Région de Bruxelles-Capitale | 4                       | Province de Hainaut    | 4                   |
| Province de Flandre-Occidentale | 4                    | Province du Brabant flamand  | 2                       | Province de Liège      | 4                   |
| Province de Flandre-Orientale   | 4                    | Province du Brabant wallon   | 0                       | Province de Luxembourg | 0                   |
| Province de Limbourg            | 5                    |                              |                         | Province de Namur      | 1                   |

1. ↑  Au niveau footballistique, la province de Brabant est toujours unitaire malgré sa partition territoriale en 1995.

### Admission et relégation
Le Royal Stade Louvaniste et le Royal Football Club Brugeois gagnent le droit de monter en Division d'Honneur, où ils remplacent les deux descendants, Boom et l'Union St-Gilloise.
Les quatre équipes reléguées sont remplacées par les  quatre champions de Promotion (D3), le R. AEC Mons, l'AS Oostende KM, l'AS Herstalienne SR et la R. Union Hutoise FC.

### Débuts au deuxième niveau national
Le Sint-Truidense VV est le 92e club différent à jouer au deuxième niveau national, et le huitième de la province de Limbourg.